# Liste des monuments classés d'Anderlecht
Cet article recense le patrimoine immobilier protégé à Anderlecht. Le patrimoine immobilier protégé fait partie du patrimoine culturel en Belgique.
|    | Le bien                                                       | Date de clas.     | Année     | Architecte                 | Style                                                      | Adresse                                                                           | Coordonnées                 | ID          | Photo |
| -- | ------------------------------------------------------------- | ----------------- | --------- | -------------------------- | ---------------------------------------------------------- | --------------------------------------------------------------------------------- | --------------------------- | ----------- | ----- |
| 1  | Abattoirs d'Anderlecht                                        | 8 août 1988       | 1890      | Émile Tirou                | Architecture industrielle                                  | Rue Ropsy Chaudron 24 - 25                                                        | 50° 50′ 41″ N, 4° 19′ 34″ E | 2003-0016/0 |       |
| 2  | Ancienne Brasserie Atlas                                      | 1er février 2001  | 1924-1926 |                            | Art déco                                                   | Rue Du Libre Examen 13                                                            | 50° 50′ 20″ N, 4° 18′ 47″ E | 2003-0045/1 |       |
| 3  | Ancienne Meunerie Moulart                                     | 22 mai 1997       | 1940      |                            | Architecture industrielle                                  | Quai Fernand Demets 23                                                            | 50° 50′ 23″ N, 4° 19′ 08″ E | 2003-0032/0 |       |
| 4  | Ancienne propriété Vandenpeereboom                            | 28 février 2002   |           |                            |                                                            |                                                                                   |                             | 2003-0059/0 |       |
| 5  | Béguinage d'Anderlecht                                        | 25 octobre 1938   | 1634      |                            | Renaissance                                                | Rue Du Chapelain 2                                                                | 50° 50′ 13″ N, 4° 18′ 21″ E | 2003-0003/0 |       |
| 6  | Collégiale Saints-Pierre-et-Guidon d'Anderlecht               | 25 octobre 1938   |           |                            | Gothique                                                   | Place de la Vaillance                                                             | 50° 50′ 06″ N, 4° 18′ 28″ E | 2003-0002/0 |       |
| 7  | Demeure de Clercq                                             | 9 novembre 1993   | 1887-1888 |                            | Néo-Renaissance flamande                                   | Rue De La Clinique 108                                                            | 50° 50′ 23″ N, 4° 19′ 51″ E | 2003-0018/0 |       |
| 8  | École communale de La Roue                                    | 14 février 2008   | 1936-1939 | Charles Henri Wildenblanck | Art déco                                                   | Rue Van Winghen 11, avenue Guillaume Melckmans 18 B                               | 50° 49′ 09″ N, 4° 17′ 47″ E | 2003-0069/0 |       |
| 9  | École de médecine vétérinaire de Cureghem et son parc         | 22 février 1990   |           |                            | Néo-Renaissance flamande                                   | Rue Des Veterinaires 41 - 47, Rue Docteur Kuborn 6 - 8                            | 50° 50′ 03″ N, 4° 19′ 38″ E | 2003-0017/0 |       |
| 10 | Église Saint-François-Xavier (Anderlecht)                     | 26 juin 2008      | 1880      |                            | Néo-gothique                                               | Rue Eloy, Rue Georges Moreau 102                                                  | 50° 50′ 11″ N, 4° 19′ 49″ E | 2003-0048/0 |       |
| 11 | Ensemble de maisons traditionnelles, dont l'auberge De Swaene | 4 décembre 2000   |           |                            | Maisons traditionnelles                                    |                                                                                   |                             | 2003-0060/0 |       |
| 12 | Ferme Elishout                                                | 16 octobre 1975   |           |                            | Ferme                                                      |                                                                                   |                             | 2003-0005/0 |       |
| 13 | Grande Écluse                                                 | 22 février 1984   | 1867      | Léon-Pierre Suys           | Néo-Classicisme, Archéologie industrielle, Néo-Renaissance | Boulevard Poincare 77                                                             | 50° 50′ 25″ N, 4° 20′ 24″ E | 2003-0006/0 |       |
| 14 | Hôtel de maître éclectique                                    | 8 septembre 1994  | 1908      |                            | Éclectisme                                                 | Rue Georges Moreau 170                                                            | 50° 50′ 03″ N, 4° 19′ 27″ E | 2003-0020/0 |       |
| 15 | Impasse Migerode et ses abords                                | 24 septembre 1998 |           |                            | Divers                                                     | Broyere 2                                                                         | 50° 50′ 40″ N, 4° 20′ 08″ E | 2003-0044/0 |       |
| 16 | Luizenmolen                                                   | 8 février 2007    |           |                            | Moulin à vent                                              |                                                                                   |                             | 2003-0004/1 |       |
| 17 | Maison communale d'Anderlecht                                 | 13 avril 1995     | 1870      | Jules-Jacques Van Ysendyck | Néo-Renaissance flamande                                   | Place Du Conseil 1 , Rue Van Lint 6 - 8                                           | 50° 50′ 21″ N, 4° 19′ 44″ E | 2003-0034/0 |       |
| 18 | Maison d'Érasme                                               | 25 octobre 1938   |           |                            | Architecture traditionnelle                                | Rue Brune, Rue Du Chapitre 31                                                     | 50° 50′ 13″ N, 4° 18′ 35″ E | 2003-0001/0 |       |
| 19 | Mémorial National aux Martyrs Juifs de Belgique               | 23 octobre 2003   | 1968-1970 |                            | Monument, sculpture, etc.                                  | Square Des Martyrs Juifs                                                          | 50° 50′ 10″ N, 4° 19′ 27″ E | 2003-0065/0 |       |
| 20 | Parc central et Jardin de la Maison d'Erasme                  | 26 mars 1998      |           |                            | Parc                                                       | Rue De Formanoir, Rue Brune, Rue Du Drapeau, Rue Du Village, Square Jef Dillen    | 50° 50′ 12″ N, 4° 18′ 27″ E | 2003-0022/0 |       |
| 21 | Parc des Étangs                                               | 17 septembre 1998 |           |                            | Parc                                                       | Boulevard Maurice Careme, Avenue Marius Renard, Square Frans Hals                 | 50° 49′ 29″ N, 4° 17′ 12″ E | 2003-0021/0 |       |
| 22 | Parc Forestier                                                | 3 juillet 1997    |           |                            | Parc                                                       | Rue Demosthene, Rue De L'Orphelinat, Rue Du Souvenir, Place Du Repos              | 50.841280, 4.310899         | 2003-0027/0 |       |
| 23 | Place de la Vaillance                                         | 28 novembre 2013  |           |                            | Ensemble architectural                                     | Place de la Vaillance 1 - 5 B, Place de la Vaillance 29 -39                       | 50° 50′ 06″ N, 4° 18′ 25″ E | 2003-0082/0 |       |
| 24 | Platane commun (Platanus x hispanica)                         | 27 mars 2014      |           |                            | Arbre remarquable                                          |                                                                                   |                             | 2003-0085/0 |       |
| 25 | Pont de chemin de fer dit pont du Charroi au décor égyptisant | 16 mars 1995      | 1910      |                            | Néo-égyptien, Art nouveau                                  | Rue Du Charroi                                                                    | 50° 49′ 21″ N, 4° 19′ 11″ E | 2003-0019/0 |       |
| 26 | Prévoyance Sociale                                            | 9 septembre 1993  | 1912      | Richard Pringiers          | Immeuble à appartements                                    | Square De L'Aviation 29 - 33, Rue de l'Autonomie 1 - 7, Rue Lambert Crickx 2 - 10 | 50° 50′ 26″ N, 4° 20′ 20″ E | 2003-0007/0 |       |
| 27 | Roselière de Neerpede                                         | 3 juillet 1997    |           |                            | Site semi-naturel                                          | Rue Du Pommier, Rue De Neerpede                                                   | 50° 49′ 50″ N, 4° 15′ 32″ E | 2003-0025/0 |       |
| 28 | Rue Porselein                                                 | 24 septembre 1998 |           |                            | Tronçon de rue                                             | Rue De La Porselein 5 - 19, Rue Saint Guidon 29 - 47, Rue De La Porselein 2 - 38  | 50° 50′ 10″ N, 4° 18′ 18″ E | 2003-0042/0 |       |
| 29 | Site marécageux de la rue Laiterie                            | 5 juin 1997       |           |                            | Site marécageux                                            |                                                                                   |                             | 2003-0023/0 |       |
| 30 | Vallon du Koevijver                                           | 18 février 2000   |           |                            | Site semi-naturel                                          | Rue De La Laiterie, Rue De Koeivijver                                             | 50° 51′ 00″ N, 4° 18′ 38″ E | 2003-0024/1 |       |
| 31 | Villa de campagne et son jardin                               | 23 octobre 2003   |           |                            | Classicisme                                                | Rue Docteur Jacobs 4                                                              | 50° 50′ 08″ N, 4° 18′ 14″ E | 2003-0067/0 |       |
| 32 | Vogelzang                                                     | 19 mars 2009      |           |                            | Site semi-naturel                                          | Rue Chant D'Oiseaux, Rue Meylemeersch, Chaussee De Mons                           | 50° 48′ 31″ N, 4° 16′ 39″ E | 2003-0041/1 |       |